# Джино Колауси
Джино Колауси (Луиджи Колаусиг) (на италиански: Gino Colaussi) е италиански футболист, нападател и треньор.

## Кариера
Джино Колауси започва кариерата си в Триестина, където прави своя дебют на 16-годишна възраст през 1930 г. Като юноша той принуден да се придвижва до тренировките с велосипед от родния си град, тъй като е от бедно семейство. Колауси играе в ботуши. В Триестина играе в продължение на 10 сезона, като има 275 мача за клуба във всички турнири, което е втори резултат в историята на Триестина. На 27 октомври 1935 г. Колауси дебютира в италианския национален отбор в мача срещу Чехословакия, а след 3 години е част от отбора за Световното първенство по футбол, където италианците печелят, а Колауси се превръща в един от най-добрите играчи на турнира, отбелязвайки 2 гола на финала срещу Унгария. През 1940 г. той преминава в Ювентус, но там не показва дори малка част от нивото си на игра, към което са свикнали почитателите му, а един от репортерите дори го нарича „изцеден лимон“. След 2 сезона с „бианконерите“, Джино Колауси е трансфериран във Виченца, където има конфликт с треньорския щаб на отбора, след което той напуска. 2 години по време на Втората световна война, Колауси е без отбор, но през 1945 г. се завръща в Триестина, където прекарва 1 сезон. Завършва кариерата си през 1948 г. в клуба от Серия Б Падова.
След приключване на кариерата си, Колауси става треньор през 1949 г. на Тернана Калчо, който изпада в Серия Ц. Отборът играе много слабо и Колауси решава да помогне на своя клуб на терена, но това не спасява отбора, който заема 20-о място и изпада в 4-та италианска дивизия, а самият Колауси е освободен от поста си. Също така той работи с клубовете от долните дивизии Кампобасо, Тарос и Олбия, без особен успех. Тарос е толкова беден клуб, освен често забавени заплати, Джино Колауси живее толкова зле, че е дори принуден да заложи златния си медал от Мондиал 1938. Ломбардци обаче му плащат, за да си запази медала. След това, той емигрира в Либия, където живее за известно време и се завръща в Италия, където живее до края на живота си в Триест, практически в нищета.

## Отличия

### Отборни
Ювентус
- Копа Италия: 1942

### Международни
Италия
- Световно първенство по футбол: 1938[1]